# 1979 en cyclisme
| Années du cyclisme : 1976 - 1977 - 1978 - 1979 - 1980 - 1981 - 1982    |
| Décennies du cyclisme : 1940 - 1950 - 1960 - 1970 - 1980 - 1990 - 2000 |

Les faits marquants de l'année 1979 en cyclisme.

## Par mois

### Février
- 10 février : le Français Jacques Michaud gagne l'Étoile de Bessèges.
- 11 février :
  - l'Allemand Dietrich Thurau gagne le Tour d'Andalousie pour la deuxième fois.
  - le Belge Roger Rosiers gagne le Grand Prix de Saint-Raphaël.
  - le Français Marcel Tinazzi gagne la ronde d'Aix en Provence.
- 12 février : le Français André Mollet gagne le Grand Prix d'Aix-en-Provence.
- 17 février : le Français Régis Delépine gagne le Grand Prix de Peymeinade.
- 18 février : le Français Pascal Simon gagne la ronde de Montauroux.
- 19 février : le Français Michel Laurent gagne le Tour méditerranéen.
- 20 février :
  - l'Italien Pierino Gavazzi gagne le Trophée Laigueglia.
  - le Français Jacques Esclassan gagne le Grand Prix d'Antibes.
- 24 février : l'Irlandais Sean Kelly gagne le Grand Prix de Cannes.
- 25 février : le Néerlandais Joop Zoetemelk gagne le Tour du Haut-Var.
- 28 février :
  - le Français Jacques Esclassan gagne le Grand Prix de Monaco.
  - le Français Antoine Guttierez gagne le Grand Prix de Valencia.

### Mars
- 1er mars : le Norvégien Knut Knudsen gagne la première édition du Tour du Trentin.
- 3 mars :
  - le Belge Roger de Vlaeminck gagne le Circuit Het Volk.
  - l'Espagnol Vicente Belda gagne le Tour du Levant.
- 4 mars :
  - le Belge Walter Planckaert gagne Kuurne-Bruxelles-Kuurne pour la deuxième fois.
  - le Belge Guido Van Sweelvelt gagne le Tour du Limbourg pour la deuxième fois.
  - le Suédois Sven Ake Nillson gagne le Tour de Corse.
- 7 mars : le Néerlandais Adri Schipper gagne le Grand Prix José Samyn.
- 11 mars : le Néerlandais Piet Van Katwijk gagne le Circuit des Ardennes Flamandes.
- 13 mars : le Français Pierre Bazzo gagne Mauléon-Moulins.
- 14 mars :
  - le Norvégien Knut Knudsen gagne Tirreno-Adriatico.
  - le Néerlandais Joop Zoetemelk gagne Paris-Nice pour la troisième fois.
- 15 mars : le Belge Noël Dejonckheere gagne la première édition de la Costa del Azahar.
- 17 mars : le Belge Roger De Vlaeminck remporte Milan-San Remo.
- 18 mars : le Belge Johnny Denul gagne le Circuit de Waes.
- 24 mars : le Néerlandais Jan Raas gagne le Grand Prix E3.
- 25 mars :
  - le Belge Ludwig Wynants gagne Harelbeke-Poperinge-Harelbeke.
  - le Belge Gustaaf Van Roosbroeck gagne À travers la Belgique.
  - l'Italien Giovanni Battaglin gagne le Tour de Calabre.
  - le Néerlandais Joop Zoetemelk gagne le Critérium international de la route.
  - le Belge Daniel Willems gagne la Flèche brabançonne.
- 27 mars : l'Italien Giovanni Battaglin gagne le Trophée Pantalica.
- 28 mars : le Belge Gustaaf Van Roosbroeck gagne les Trois Jours de La Panne.
- 29 mars : l'Italien Pierino Gavazzi gagne le Tour de Campanie.

### Avril
- 1er avril :
  - le Néerlandais Jan Raas gagne le Tour des Flandres.
  - le Français Yvon Bertin gagne la première édition du Grand Prix de Rennes.
- 4 avril : l'Italien Francesco Moser gagne Gand-Wevelgem.
- 5 avril : le Belge Daniel Verplancke gagne le Grand Prix Pino Cerami.
- 6 avril : l'Italien Giovanni Battaglin gagne le Tour du Pays basque.
- 8 avril :
  - Francesco Moser s'impose lors de Paris-Roubaix pour la deuxième fois d'affilée.
  - le Suisse Joseph Fuchs gagne le Tour de Rigi.
- 10 avril : le Français Bernard Hinault gagne la Flèche Wallonne.
- 13 avril : l'Espagnol Manuel Esparza gagne le Grand Prix de Pâques.
- 14 avril :
  - le Néerlandais Jan Raas gagne l'Amstel Gold Race pour la troisième fois d'affilée.
  - l'Espagnol Juan Fernandez gagne le Grand Prix de Navarre.
- 15 avril : l'Espagnol Miguel Maria Lasa gagne le Grand Prix de Printemps pour la deuxième fois.
- 17 avril :
  - le Français Raymond Martin gagne Paris-Camembert pour la deuxième fois.
  - le Français Jean Philippe Pipart gagne le Grand Prix de Denain.
- 19 avril : le Belge Daniel Willems gagne le Tour de Belgique.
- 20 avril :
  - le Belge Roger de Vlaeminck gagne le Tour des Pouilles.
  - le Français Yvon Bertin gagne le Tour du Tarn.
- 22 avril :
  - l'Allemand de l'Ouest Dietrich Thurau gagne Liège-Bastogne-Liège.
  - le Suisse Godi Schmutz gagne le Tour du Nord-Ouest de la Suisse.
  - le Français Christian Muselet gagne le Circuit de la Sarthe.
  - l'Espagnol Salvador Jarque Borras gagne le Tour de Cantabrie.
- 24 avril : le Belge Hendrick Devos gagne la Nokere Koerse.
- 25 avril : le Belge Roger de Vlaeminck gagne Milan-Vignola.
- 28 avril : l'Allemand Gregor Braun gagne le Tour d'Indre et Loire.
- 29 avril : l'Italien Gian-Battista Baronchelli gagne le Tour des Apennins pour la troisième année d'affilée.
- 30 avril : le Belge Roger Rosiers gagne les Boucles des Flandres.

### Mai
- 1er mai :
  - le Belge Daniel Willems gagne le Grand Prix de Francfort.
  - le Soviétique Sergueï Soukorotchenkov gagne le Tour Open des régions.
  - le Belge Dirk Baert gagne le Grand Prix Hoboken.
- 3 mai :
  - l'Italien Vittorio Algeri gagne le Grand Prix de Larciano.
  - le Belge Luc Govaerts gagne Seraing-Aix-Seraing.
- 5 mai : l'Italien Mario Noris gagne le Tour de Toscane.
- 6 mai : le Français Bernard Hinault gagne le Tour de l'Oise.
- 7 mai : le Néerlandais Léo Van Vliet gagne le Grand Prix de Wallonie.
- 6 mai : l'Italien Giuseppe Saronni gagne le Championnat de Zurich.
- 13 mai :
  - Joop Zoetemelk gagne le Tour d'Espagne.
  - le Belge Daniel Willems gagne les Quatre Jours de Dunkerque.
  - l'Italien Giuseppe Saronni gagne le Tour de Romandie.
  - le Belge Herman Van Springel gagne le Circuit Hageland-Campine Sud pour la deuxième fois.
- 15 mai : le Belge Michel Pollentier gagne le Circuit du Tournaisis.
- 17 mai : le Belge Marc Demeyer gagne la Flèche Côtière.
- 19 mai : le Français Bernard Hinault gagne le Circuit de l'Indre.
- 20 mai :
  - le Français André Chalmel gagne Bordeaux-Paris.
    - l'Espagnol Angel Arroyo gagne le Tour des vallées minières.

  - le Belge Ludo Peeters gagne Mandel-Lys-Escault pour la deuxième fois.
- 24 mai : le Belge Rudy Colman gagne le Circuit des 3 Provinces Belge.
- 26 mai : le Belge Gerry Verlinden Gagne le Circuit de Belgique Centrale.
- 27 mai : l'Espagnol Roque Moya Caballero gagne le Tour d'Aragon.
- 28 mai : le Français Bernard Hinault gagne le Critérium du Dauphiné libéré pour la deuxième fois.

### Juin
- 2 juin :
  - le Néerlandais Joop Zoetemelk gagne le Trophée des Grimpeurs pour la deuxième fois après 1973. Zoetemelk a aussi gagné la Polymultipliée l'épreuve jumelle en 1972. En tout il cumule trois victoires sous les deux versions.
  - l'Italien Walter Dalgal gagne la Flèche de Liedekerke.
- 3 juin : le Belge André Dierickx gagne le Tour du Brabant Ouest.
- 4 juin :
  - le Belge Daniel Willems gagne le Circuit de Flandre Orientale.
  - le Belge Alfons de Bal gagne pour la troisième fois la Flèche Hesbignonne.
- 6 juin : le Tour d'Italie est remporté par Giuseppe Saronni.
- 9 juin :
  - le Luxembourgeois Lucien Didier gagne le Tour de Luxembourg.
  - le Français Jean René Bernaudeau gagne Paris-Bourges.
- 10 juin :
  - le Belge Jean Philippe Vandebrande gagne la Flèche Halloise.
  - le Belge Ludo Peeters gagne le Circuit de Wallonie.
- 12 juin : le Belge Emiel Gijsemans gagne Bruxelles-Ingooigem.
- 17 juin :
  - l'Italien Gian-Battista Baronchelli gagne le Tour de Romagne pour la deuxième fois.
  - l'Italien Giuseppe Saronni gagne le Grand Prix du Midi libre.
- 20 juin : l'Espagnol Alberto Fernandez gagne le Tour des Asturies.
- 21 juin : l'Italien Francesco Moser gagne le Tour de l'Aude pour la deuxième année d'affilée.
- 22 juin : le Belge Wilfried Wesemael gagne le Tour de Suisse.
- 24 juin :
  - le Britannique Steve Joughin gagne le Manx Trophy.
  - l'Italien Francesco Moser devient champion d'Italie sur route pour la deuxième fois.
  - le Néerlandais Henk Lubberding devient champion des Pays-Bas sur route pour la deuxième fois d'affilée.
  - l'Espagnol Faustino Ruperez devient champion d'Espagne sur route.
  - le Luxembourgeois Lucien Didier devient champion du Luxembourg sur route pour la troisième fois d'affilée.
  - l'Allemand Hans Peter Jakst devient champion de RFA sur route.
  - le Suisse Hansjörg Aemisegger devient champion de Suisse sur route.
  - le Britannique Sid Barras devient champion de Grande-Bretagne sur route.
  - le Belge Gerry Verlinden devient champion de Belgique sur route.
  - le Français Roland Berland devient champion de France sur route pour la deuxième fois.
- 27 juin : départ du Tour de France. Cette année les arrivées en altitude battent un record, elles seront au nombre de 6 : Superbagnères, le Ballon d'Alsace, Avoriaz, les Menuires et l'Alpe d'Huez par deux fois. Le Néerlandais Gerrie Knetemann gagne le prologue à Fleurance et endosse le premier maillot jaune. Le Norvégien Knut Knudsen 2e est à 3 secondes, sont 3e à 4 secondes et à égalité le Français Bernard Hinault et le Néerlandais Joop Zoetemelk.
- 28 juin : le Français René Bittinger gagne la 1re étape du Tour de France Fleurance-Luchon qui emprunte les cols de Mente et du Portillon. Depuis le sommet du portillon, il plonge sur Luchon avec le Français Jean René Bernaudeau sur ses talons. Ce dernier est 2e de l'étape à 8 secondes. L'Italien Giovanni Battagin est 3e à 32 secondes, le Français Robert Alban révélation de l'étape est 4e à 45 secondes. Le Français Bernard Hinault est 5e à 47 secondes, dans le même temps que lui arrivent l'Italien Gian-Battista Baronchelli 6e, le Néerlandais Hennie Kuiper 7e, le Néerlandais Joop Zoetemelk 8e et le Belge Michel Pollentier. Il y a déjà des grands battus le Belge Johan de Muynck est 27e à 2 minutes 15 secondes. Le Belge Lucien Van Impe est 50e à 8 minutes 25 secondes, le Tour est déjà perdu pour lui. Idem pour le Français Michel Laurent 51e à 9 minutes 6 secondes. Le Néerlandais Gerrie Knetemann termine 56e à 14 minutes 37 secondes. C'est Le Français Jean René Bernaudeau qui lui prend le maillot jaune, René Bittinger est 2e à 4 secondes, sont 3e à égalité Bernard Hinault et Joop Zoetemelk à 24 secondes.
- 29 juin : le contre la montre en côte de la 2e étape du Tour de France Luchon-Superbagnères est remporté par le Français Bernard Hinault, 2e le Portugais Joaquim Agostinho à 11 secondes, 3e le Néerlandais Joop Zoetemelk à 53 secondes, 4e le Néerlandais Hennie Kuiper à 1 minute 42 secondes, 5e le Suédois Sven Ake Nillson à 1 minute 48 secondes, 6e le Belge Paul Wellems à 2 minutes 12 secondes, 7e l'Italien Giovanni Battaglin à 2 minutes 15 secondes, 8e le Français Mariano Martinez à 2 minutes 48 secondes, 9e l'Italien Gian-Battista Baronchelli, 10e le Néerlandais Gerrie Knetemann à 2 minutes 51 secondes, 11e Michel Pollentier à 2 minutes 52 secondes, 12e le Belge Lucien Van Impe à 3 minutes 9 secondes. Les Français Jean René Bernaudeau 23e à 3 minutes 59 secondes et René Bittinger 30e à 4 minutes 10 secondes disparaissent du podium. Des écarts importants sont déjà creusés. Hinault prend le maillot jaune avec 56 secondes d'avance sur Zoetemelk et Agostinho 2e et 3e dans le même temps, 4e Kuiper à 1 minute 49 secondes, 5e Nillson à 2 minutes 15 secondes, 6e Battaglin à 2 minutes 19 secondes, 7e Wellems à 2 minutes 51 secondes, 8e Martinez à 3 minutes, 9e Baronchelli à 3 minutes 6 secondes et 10e Pollentier à 3 minutes 9 secondes.
- 30 juin : le Français Bernard Hinault gagne la 3e étape du Tour de France Luchon-Pau qui emprunte les cols de Peyresourde, d'Aspin et du Soulor. Il bat au sprint un groupe de 13 coureurs où figurent tous les favoris, 2e le Belge Rudy Pevenage, 3e l'Italien Gian-Battista Baronchelli. Parmi les 10 premier du classement général les temps ne changent pas, sauf pour le Belge Paul Wellems le battu du jour 67e à 12 minutes 8 secondes.

### Juillet
- 1er juillet : le contre la montre par équipe de la 4e étape du Tour de France Captieux-Bordeaux est remporté par l'équipe TI-Raleigh (TI veut dire Think It), 2e l'équipe Ijsboerke à 22 secondes, 3e l'équipe Peugeot à 1 minute 11 secondes, 4e l'équipe Miko-Mercier à 1 minute 48 secondes, 5e l'équipe Renault-Gitane à 2 minute 29 secondes. Perdant du temps sur les Néerlandais Joop Zoetemelk et Hennie Kuiper, Bernard Hinault prend pourtant du temps à des adversaires directs, l'Italien Gian-Battista Baronchelli lui concède 1 minute 46 secondes, le Français Mariano Martinez lui concède 4 minutes 8 secondes, l'Italien Giovanni Battaglin lui concède 4 minutes 54 secondes, le Belge Michel Pollentier lui concède 7 minutes 4 secondes. Au classement général le Français Bernard Hinault reste maillot jaune, 2e le Néerlandais Joop Zoetemelk à 12 secondes, 3e le Néerlandais Hennie Kuiper à 31 secondes, 4e le Portugais Joaquim Agostinho à 1 minute 24 secondes.
- 2 juillet : le Néerlandais Jan Raas gagne la 5e étape du Tour de France Neuville en Poitou-Angers au sprint devant le Français Jacques Esclassan 2e, l'Irlandais Sean Kelly 3e, le Belge Marc Demeyer, 4e le Français Bernard Hinault 5e (qui brigue aussi le maillot vert du classement par points) et tous le peloton. Pas de changement en tête du classement général.
- 3 juillet : le Belge Jos Jacobs gagne la 6e étape du Tour de France Angers-Saint Brieuc, 2e le Français Bernard Hinault à 1 secondes, 3e le Néerlandais Jan Raas puis tout le peloton des favoris tous à 1 seconde, sauf le Portugais Joaquim Agostinho 97e qui perd 47 secondes à cause d'une chute. Hinault a engrangé des bonifications au cours de l'étape, ce qui donne le classement général suivant : 1er Hinault, 2e le Néerlandais Joop Zoetemelk à 24 secondes, 3e le Néerlandais Hennie Kuiper à 43 secondes, 4e le Suédois Sven Ake Nillson à 1 minute 46 secondes, 5e Agostinho à 2 minutes 22 secondes.
- 4 juillet : le Néerlandais Léo Van Vliet gagne la 7e étape du Tour de France Saint Hilaire du Harcouët-Deauville en battant au sprint ses compagnons d'échappée, les Français Christian Levavasseur 2e et Christian Poirier 3e. D'autres coureurs sont intercalés entre eux et le peloton où figurent tous les favoris. Le Français Bernard Hinault 14e, 4 minutes et 12 secondes après gagne le sprint de ce peloton. Pas de changement en tête du classement général
- 5 juillet : le contre la montre par équipe de la 8e étape du Tour de France Deauville- Le Havre est remporté par l'équipe TI- Raleigh, 2e l'équipe Renault Gitane à 6 secondes, 3e l'équipe Ijsboerke à 8 secondes, 4e l'équipe Miko Mercier à 1 minute 5 secondes, 5e l'équipe Sunair-ça va seul-Flandria à 1 minute 49 secondes. Bernard Hinault de ce fait prend 54 secondes à Joop Zoetemelk et à Sven Ake Nillson, 1 minute 42 secondes à Agostinho, 3 minutes 47 secondes à Hennie Kuiper. Pour l'Italien Gian-Battista Baronchelli le Tour est perdu puisqu'il perd 4 minutes 5 secondes sur Hinault, Idem pour le Belge Michel Pollentier qui perd 6 minutes 26 secondes, idem pour le Français Mariano Martinez qui perd 7 minutes 44 secondes et pour l'Italien Giovanni Battaglin qui perd 8 minutes 8 secondes. Au classement général le Français Bernard Hinault renforce son maillot jaune, 2e le Néerlandais Joop Zoetemelk à 1 minute 18 secondes, 3e le Suédois Sven Ake Nillson à 2 minutes 40 secondes, 4e le Suisse Uli Sutter à 2 minutes 41 secondes, 5e le Portugais Joaquim Agostinho à 4 minutes 5 secondes, 6e le Français Jean René Bernaudeau à 4 minutes 29 secondes, 7e le Néerlandais Hennie Kuiper à 4 minutes 20 secondes.
- 6 juillet : le Belge Léo Delcroix gagne la 9e étape du Tour de France Amiens-Roubaix en arrivant détaché avec 19 secondes d'avance sur ses 4 compagnons d'échappée, l'Allemand Dietrich Thurau 2e, le Belge Michel Pollentier 3e, le Belge André Dierickx 4e et le Néerlandais Joop Zoetemelk 5e. Le Français Bernard Hinault 22e a été distancé à cause d'une crevaison, il termine dans le même groupe que l'Italien Giovanni Battaglin 14e à 3 minutes 45 secondes. Le Néerlandais Hennie Kuiper 16e, Suisse Uli Sutter 18e, le Suédois Sven Ake Nillson 21e terminent dans le même temps qu'Hinault et Battaglin. Le Français Jean René Bernaudeau finit 32e à 6 minutes 29 secondes, le Portugais Joaquim Agostinho encore plus loin à 58e est à 15 minutes 6 secondes. Tout ceci bouleverse le classement général, Zoetemelk prend le maillot jaune, Hinault est 2e à 2 minutes 8 secondes, 3e Nillson à 4 minutes 48 secondes, 4e Sutter à 4 minutes 49 secondes 5e Dierickx à 5 minutes 23 secondes, 6e Kuiper à 6 minutes 38 secondes, 7e Bernaudeau à 9 minutes 28 secondes. Pollentier est 12e à 15 minutes 43 secondes et Agostinho est 14e à 17 minutes 34 secondes. À noter les abandons de l'Italien Gian-Battista Baronchelli et du Néerlandais Jan Raas.
- 7 juillet :
  - le Belge Jo Maas gagne la 10e étape du Tour de France Roubaix-Bruxelles en distançant ses compagnons d'échappée les Belges Pol Verschuere et Ludo Peeters à 54 secondes. D'autre coureurs sont intercalés entre eux et le peloton (où figurent tous les favoris) dont le sprint est gagné par le Belge Willy Teirlinck 10e à 9 minutes 33 secondes après. Pas de changement en tête du classement général.
  - l'Italien Leonardo Mazzantini gagne la Coupe Sabatini.
- 8 juillet : le contre la montre de la 11e étape du Tour de France Bruxelles-Bruxelles est remporté par le Français Bernard Hinault, 2e le Norvégien Knut Knudsen à 8 secondes, 3e le Néerlandais Gerrie Knetemann à 26 secondes, 4e l'Allemand Dietrich Thurau à 29 secondes, 5e le Néerlandais Joop Zoetemelk à 36 secondes, 6e le Belge Michel Pollentier à 1 minute 20 secondes. Le Portugais Joaquim Agostinho termine 10e à 1 minute 48 secondes et le Néerlandais Hennie Kuiper 11e à 1 minute 58 secondes. Le Suédois Sven Ake Nillson finit 20e à 3 minutes 4 secondes, le Suisse Uli Sutter est 30e à 3 minutes 24 secondes et le Français Jean René Bernaudeau est 45e à 4 minutes 41 secondes. Au classement général, le maillot jaune de Zoetemelk n'est plus qu'à 1 minute 32 secondes de Hinault, 3e Nillson à 7 minutes 16 secondes, 4e Sutter à 7 minutes 37 secondes, 5e Kuiper à 8 minutes.
- 9 juillet : le Français Christian Seznec gagne la 12e étape du Tour de France Rochefort-Metz, 2e le Belge Joseph Borguet à 1 seconde, 3e l'Italien Aldo Donatello à 23 secondes suivi par le Néerlandais Bert Pronk 4e et le Luxembourgeois Lucien Didier 5e même temps, 6e le Néerlandais Hennie Kuiper (qui a initié l'échappé) à 30 secondes. Le Belge Jos Jacobs 7e à 2 minutes 15 secondes gagne le sprint du peloton. Avec les bonifications prises en route le classement général est le suivant : 1er le Néerlandais Joop Zoetemelk, 2e le Français Bernard Hinault à 1 minute 32 secondes, 3e le Néerlandais Hennie Kuiper à 6 minutes 9 secondes, 4e le Suédois Sven Ake Nillson à 7 minutes 16 secondes. À noter l'apparition à la 9e place de Seznec à 13 minutes 13 secondes.
- 10 juillet : le Français Jean Raymond Villemiane gagne la 13e étape du Tour de France Metz-Ballon d'Alsace au sprint devant l'Italien Giovanni Battaglin qui sera ensuite déclassé pour dopage. Le Belge Rudy Pévenage 3e à 14 secondes sera ensuite classé 2e. Chez les favoris, le Français Bernard Hinault est 14e à 4 minutes 38 secondes, 15e le Belge Lucien Van Impe à 4 minutes 39 secondes, 17e le Néerlandais Joop Zoetemelk à 4 minutes 41 secondes, 18e le Portugais Joaquim Agostinho à 4 minutes 43 secondes, 19e le Belge Michel Pollentier à 4 minutes 43 secondes, 28e le Suisse Uli Sutter à 4 minutes 54 secondes, 34e le Suédois Sven Ake Nillson à 5 minutes 43 secondes, 38e et 39e le Français Christian Seznec et le Néerlandais Hennie Kuiper à 5 minutes 58 secondes. Au classement Zoetemelk reste maillot jaune, 2e Hinault à 1 minute 29 secondes, 3e Kuiper à 7 minutes 28 secondes, 4e Sutter à 7 minutes 50 secondes, 5e Nillson à 8 minutes 38 secondes. Seznec est 10e à 14 minutes 30 secondes, Pollentier remonte à la 13e place à 16 minutes 44 secondes et Agostinho qui a perdu du temps à Roubaix est 15e à 18 minutes 48 secondes. Vu ce que va accomplir ce dernier pour monter sur le podium à Paris, ceux qui sont devant lui à ce moment sont donc encore susceptibles de viser le podium. Il y repos le 11 juillet.
- 12 juillet : le Belge Marc Demeyer gagne la 14e étape du Tour de France Belfort-Evian au sprint devant l'Irlandais Sean Kelly et le Français Jacques Esclassan. La lutte pour les bonifications a été chaude durant l'étape, ce qui donne au classement général : 1er le Néerlandais Joop Zoetemelk, 2e le Français Bernard Hinault à 49 secondes, 3e le Néerlandais Hennie Kuiper à 7 minutes 48 secondes, 4e le Suisse Uli Sutter à 7 minutes 50 secondes, 5e le Suédois Sven Ake Nillson à 8 minutes 38 secondes.
- 13 juillet : le contre la montre en côte Evian-Avoriaz de la 15e étape du Tour de France est remporté par le Français Bernard Hinault, 2e le Néerlandais Joop Zoetemelk à 2 minutes 37 secondes, 3e le Portugais Joaquim Agostinho à 3 minutes 15 secondes, 4e le Belge Gerrie Verlinden à 4 minutes 6 secondes, 5e le Belge Lucien Van Impe à 4 minutes 11 secondes, 6e l'Italien Giovanni Battaglin à 4 minutes 39 secondes, 7e le Néerlandais Hennie Kuiper à 4 minutes 48 secondes. Le Suisse Uli Sutter termine 11e à 5 minutes 42 secondes et le Suédois Sven Ake Nillson est 19e à 6 minutes 21 secondes. Le Belge Michel Pollentier finit 20e à 6 minutes 39 secondes. Au classement général Hinault reprend le maillot jaune, Zoetemelk est 2e à 1 minute 48 secondes, 3e Kuiper à 11 minutes 47 secondes, 4e Sutter à 13 minutes, 5e Nillson à 14 minutes 10 secondes, 6e Verlinden à 14 minutes 28 secondes. Battaglin est 9e à 19 minutes 12 secondes, Agostinho est 12e à 21 minutes 34 secondes, Pollentier est 13e à 22 minutes 54 secondes.
- 14 juillet :
  - le Belge Lucien Van Impe gagne la 16e étape du Tour de France Morzine-Les Menuires qui emprunte les cols des Saisies, du Cormet de Roselend et arrive au sommet aux Menuires, 2e Hinault à 6 secondes, 3e le Belge Claude Criquiélion à 16 secondes, 4e le Néerlandais Johan Van de Velde à 32 secondes, 5e l'Italien Giovanni Battaglin à 33 secondes, même temps pour le Belge Michel Pollentier 6e, 7e le Belge Jo Maas à 44 secondes, 8e le Français Robert Alban à 49 secondes, 9e le Néerlandais Joop Zoetemelk à 1 minute 3 secondes. Le Portugais Joaquim Agostinho termine 15e à 3 minutes 31 secondes, le Belge Gerrie Verlinden finit 20e à 5 minutes. Quant au Suédois Sven Ake Nillson, il pointe à la 76e place à 23 minutes 37 secondes. Pour Hinault maillot jaune seul Zoetemelk 2e au classement général à 2 minutes 45 secondes est une menace, 3e le Néerlandais Hennie Kuiper à 14 minutes 23 secondes. Les autres sont très loin.
  - le Belge Willem Peeters gagne le Circuit du Sud-Ouest Belge.
- 15 juillet :
  - l'Italien Francesco Moser gagne la Roue d'or de Bergame.
  - le Belge Emiel Gijsemans gagne le Championnat de la Province d'Anvers.
  - le Portugais Joaquim Agostinho gagne la 17e étape du Tour de France Moutiers- l'Alpe d'Huez qui emprunte les cols de la Madeleine, du Télégraphe, du Galibier avec arrivée au sommet de l'Alpe d'Huez. Agostinho forge sa victoire dans l'ascension finale, 2e le Français Robert Alban révélation du Tour à 1 minute 57 secondes, 3e le Belge Paul Wellems à 2 minutes 45 secondes, 4e le Français Michel Laurent à 2 minutes 48 secondes, 5e le Français Jean René Bernaudeau à 3 minutes 17 secondes. A 3 minutes 19 secondes terminent le Suédois Sven Ake Nillson 6e, l'Italien Giovanni Battaglin 7e, le Français Bernard Hinault 8e et le Néerlandais Joop Zoetemelk 9e. Le Néerlandais Hennie Kuiper termine 29e à 8 minutes 18 secondes. Au classement général 1er Hinault, 2e Zoetemelk à 2 minutes 45 secondes, 3e Kuiper à 19 minutes 22 secondes, 4e Bernaudeau à 20 minutes 58 secondes, 5e Agostinho à 21 minutes 40 secondes. À noter l'abandon du Belge Michel Pollentier.
- 16 juillet : le Néerlandais Joop Zoetemelk gagne la 18e étape du Tour de France l'Alpe d'Huez-l'Alpe d'Huez qui emprunte la côte de la Morte, le col d'Ornon avec une 2e arrivée au sommet à l'Alpe d'Huez. Zoetemelk attaque au pied de l'ascension finale et joue son va-tout mais Hinault ne s'affole pas et gère l'écart qui les sépare. 2e le Belge Lucien Van Impe à 40 secondes, 3e le Français Bernard Hinault à 47 secondes, 4e le Portugais Joaquim Agostinho à 1 minute 5 seconde. Le Néerlandais Hennie Kuiper termine 8e à 2 minutes 48 secondes et le Français Jean René Bernaudeau finit 9e à 3 minutes 29 secondes. Au classement général Hinault ne possède plus que 1 minute 58 secondes sur Zoetemelk, 3e Kuiper à 21 minutes 23 secondes, 4e Agostinho à 21 minutes 58 secondes, 5e Bernaudeau à 23 minutes 40 secondes.
- 17 juillet : l'Allemand Dietrich Thurau gagne la 19e étape du Tour de France Bourg d'Oisans-Saint Priest au sprint devant le Belge Jos Jacobs 2e, le Belge Marc Demeyer 3e et le Français Bernard Hinault qui est proche de la conquête définitive du maillot vert. Pas de changement en tête du classement général.
- 18 juillet : l'Italien Sergio Parsani gagne la 20e étape du Tour de France Saint Priest-Dijon après le déclassement du Néerlandais Gerrie Knetemann qui s'est abrité du vent derrière une voiture pour rejoindre Parsani échappé solitaire. Le Belge Lucien Van Impe 3e à 4 minutes 17 secondes gagne le sprint du peloton des favoris. Pas de changement en tête du Classement général
- 19 juillet :
  - le contre la montre de la 21e étape du Tour de France Dijon-Circuit de Presnois est remporté par le Français Bernard Hinault, 2e le Néerlandais Joop Zoetemelk à 1 minute 19 secondes, 3e le Néerlandais Gerrie Knetemann à 1 minute 54 secondes, 4e le Norvégien Knut Knudsen à 1 minute 35 secondes, 5e le Portugais Joaquim Agostinho à 2 minutes 37 secondes. Le Néerlandais Hennie Kuiper termine 11e à 4 minutes 41 secondes. Au classement général Hinault accroit son avance sur Zoetemelk 2e à 3 minutes 7 secondes, 3e Agostinho à 24 minutes 35 secondes, 4e Kuiper à 26 minutes 7 secondes.
  - le Belge Alfons de Wolf gagne St Kwintens-Lennik.
- 20 juillet :
  - le Néerlandais Gerrie Knetemann gagne la 22e étape du Tour de France Dijon-Auxerre en battant au sprint l'Italien Giovanni Battaglin, 3e à 49 secondes le Belge Marc Demeyer qui gagne le sprint du peloton. Pas de changement en tête du classement général.
  - le Néerlandais Gerrie Van Gerwen gagne le Tour du Brabant Central.
- 21 juillet :
  - l'Italien Leonardo Mazzantini gagne le Grand Prix de Montelupo.
  - le Français Bernard Hinault gagne la 23e étape du Tour de France Auxerre-Nogent sur Marne en battant au sprint le Belge Marc Demeyer 2e, le Belge Guido Van Calster 3e puis tout le peloton. Par cette victoire Hinault s'assure le gain du classement par point du maillot vert. Pas de changement en tête du classement général.
- 22 juillet : le Français Bernard Hinault gagne la 24e étape du Tour de France Le Perreux-Paris à l'issue d'un final extraordinaire où il est échappé dans l'ascension des côtes de la vallée de Chevreuse en compagnie du Néerlandais Joop Zoetemelk sont dauphin au classement. Au sprint Hinault s'impose devant Zoetemelk 2e (plus tard ce dernier sera déclaré positif au test antidopage et sera pénalisé de 10 minutes). Le sprint du Peloton est gagné 2 minutes 18 secondes après par l'Allemand Dietrich Thurau 3e de l'étape. Bernard Hinault obtient sa deuxième victoire sur le Tour de France, 2e le Néerlandais Joop Zoetemelk à 3 minutes 7 secondes (avec les 10 minutes de pénalisation pour dopage l'écart sera de 13 minutes 7 secondes), 3e le Portugais Joaquim Agostinho à 26 minutes 53 secondes. Hinault gagne aussi le classement par points symbolisé par le maillot vert. Le Français Jean René Bernaudeau gagne le classement du meilleur jeune symbolisé par le maillot blanc. L'Italien Giovanni battaglin remporte le Grand Prix de la montagne symbolisé par le maillot à pois rouges.
- 25 juillet : l'Espagnol Faustino Ruperez gagne le Grand Prix de Villafranca.
- 26 juillet : l'Espagnol Andres Oliva Sanchez gagne Saragosse-Sabinanigo.
- 29 juillet : l'Italien Giovanni Battaglin gagne le Trophée Mattéotti.
- 31 juillet : le Belge Daniel Willems gagne le Grand Prix de l'Escaut.

### Août
- 1er août : l'Italien Giuseppe Saronni gagne le Tour du Canton d'Argovie.
- 4 août : l'Italien Carmelo Barone gagne le Tour d'Ombrie.
- 11 août :
  - l'Italien Giovanni Battaglin gagne la Coupe Placci.
  - l'Espagnol Angel Lopez gagne la Vuelta a los Puertos.
- 12 août : le Belge Patrick Sercu gagne le Grand Prix de Dortmund.
- 15 août : l'Espagnol José Luis Viejo gagne les 3 jours de Leganes.
- 19 août :
  - le Français Bernard Vallet gagne le Tour du Limousin.
  - l'Italien Valério Lualdi gagne le Trophée Bernocchi.
  - le Belge Ludo Peeters gagne Louvain-St Pierre.
  - le Néerlandais Jan Raas gagne le Tour des Pays-Bas.
  - le Français Guy Leleu gagne le Circuit de Dunkerque.
- 20 août : l'Italien Giuseppe Saronni gagne les 3 Vallées Varésines pour la deuxième fois.
- 21 août :
  - l'Italien Giovanni Battaglin gagne la Coppa Agostoni.
  - le Néerlandais Frits Pirard gagne le Grand Prix de Plouay.
  - le Belge Pol Verschuere gagne le Grand Prix de Zottegem.
- 23 août : le Français Christian Seznec gagne la Route Nivernaise.
- 25 août :
  - à Fauquemont (Pays-Bas) la Néerlandaise Petra de Bruin est championne du monde sur route.
  - à Fauquemont l'Italien Gianni Giacomini devient champion du monde amateur sur route.
- 26 août : le Néerlandais Jan Raas devient champion du monde sur le circuit du Fauquemont, l'Allemand Dietrich Thurau est médaille d'argent et le Français Jean René Bernaudeau est médaille de bronze. La performance de Raas est entachée par les nombreuses poussettes dont il a bénéficié lors des ascensions du Cauberg à Fauquemont.
- 28 août-2 septembre Championnats du monde de cyclisme sur piste à Amsterdam. Le Japonais Koïchi Nakano est champion du monde de vitesse professionnelle pour la troisième année d'affilée. L'Allemand de l'est Lutz Hesslich est champion du monde de vitesse amateur. Le Néerlandais Bert Oosterbosch est champion du monde de poursuite professionnelle. Le Soviétique Nicolaï Makarov est champion du monde de poursuite amateur.
- 28 août :
  - le Belge Jos Jacobs gagne la Coupe Sels pour la deuxième fois.
  - l'Espagnol Francisco Albelda gagne le Grand Prix Llodio.

### Septembre
- 1er septembre : l'Italien Alfio Vandi gagne Milan-Turin.
- 2 septembre :
  - le Belge Ludo Peeters gagne la Course des raisins à Overijse.
  - le Français Bernard Becaas gagne le Circuit de la Côte Normande.
  - l'Italien Silvano Contini gagne le Tour du Piémont.
- 3 septembre : le Français Bernard Hinault gagne le Circuit des Boucles de l'Aulne pour la deuxième fois.
- 4 septembre :
  - le Français Antoine Guttierez gagne le Trophée Masferrer.
  - le Belge Gerry Verlinden gagne le Grand Prix de Brasschaat.
- 8 septembre :
  - le Suédois Bernt Johansson gagne le Grand Prix de Prato pour la deuxième fois d'affilée.
  - le Néerlandais Bert Oosterbosch gagne le Tour de Zélande Centrale.
- 9 septembre :
  - le Belge Jean Luc Vandenbroucke gagne le Grand Prix de Fourmies pour la troisième fois.
  - le Belge Willy Sprangers gagne le Grand Prix E5.
- 13 septembre : le Néerlandais Fons Van Katwijk gagne le Championnat des Flandres.
- 15 septembre : l'Italien Silvano Contini gagne le Tour du Latium.
- 16 septembre :
  - le Belge Marcel Laurens gagne le Grand Prix Jef Sherens.
  - le Français Michel Perin gagnes le Grand Prix d'Isbergues.
  - le Néerlandais Roy Schuiten gagne le Grand Prix de Forli.
- 17 septembre : l'Espagnol Eulalio Garcia Pereda gagne le Tour de La Rioja.
- 19 septembre : le Belge Ludo Peeters gagne Paris-Bruxelles.
- 22 septembre :
  - l'Italien Giuseppe Saronni gagne le Grand Prix de Camaiore.
  - le Suisse Jean Marie Grezet gagne le Grand Prix de Lausanne.
- 23 septembre : le Français Bernard Hinault remporte pour la troisième fois le Grand Prix des Nations.
- 27 septembre :
  - l'Italien Francesco Moser gagne le Tour du Frioul.
  - le Belge Alain de Roo gagne le Circuit du Houtland.
- 28 septembre : l'Italien Gian-Battista Baronchelli gagne le Grand Prix Latérina.
- 29 septembre : l'Italien Francesco Moser gagne le Tour de Vénétie.
- 30 septembre : le Néerlandais Joop Zoetemelk gagne le Grand Prix d'Automne pour la deuxième fois.

### Octobre
- 2 octobre : le Belge Walter Godefroot gagne le Circuit des frontières.
- 4 octobre : l'Italien Francesco Moser gagne le Tour d'Émilie pour la deuxième fois.
- 7 octobre :
  - le Français Michel Laurent gagne le Grand Prix de Lugano.
  - le Suédois Sven-Ake Nilsson gagne l'Étoile des Espoirs.
- 13 octobre : Bernard Hinault gagne le Tour de Lombardie. Il remporte également le Trophée Super Prestige Pernod. Hinault gagne aussi un quatrième Trophée Prestige Pernod d'affilée et devient le second cycliste à remporter les trois Trophées décernés par Pernod. Son compatriote Patricka Bonnet gagne le Trophée Promotion Pernod.
- 14 octobre : le Néerlandais Joop Zoetemelk gagne "A travers Lausanne" pour la cinquième fois d'affilée.
- 16 octobre : le Belge Frans Van Looy gagne le Grand Prix de Clôture pour la troisième fois.
- 20 octobre : la paire italienne Francesco Moser-Giuseppe Saronni gagne le Trophée Baracchi.
- 21 octobre : le Belge Claude Criquiélion gagne la course de côte de Montjuich.

## Principales naissances
- 12 janvier : David Zabriskie, cycliste américain.
- 24 janvier : Carsten Bergemann, cycliste allemand.
- 2 février : Sandy Casar, cycliste français.
- 3 février : José Antonio Villanueva, cycliste espagnol.
- 17 avril : José Serpa, cycliste colombien.
- 22 avril : John Gadret, cycliste français.
- 23 avril : Nicolas Portal, cycliste français.
- 9 mai :
  - Rubens Bertogliati, cycliste suisse.
  - Ashley Hutchinson, cycliste australien.
- 12 mai : Joaquim Rodríguez, cycliste espagnol.
- 16 mai : Matthias Kessler, cycliste allemand.
- 26 mai : Alexei Markov, cycliste russe.
- 4 juin : Anthony Charteau, cycliste français.
- 22 juin : Thomas Voeckler, cycliste français.
- 30 juin : Sylvain Chavanel, cycliste français.
- 1er juillet : Sylvain Calzati, cycliste français.
- 6 juillet : Luis Felipe Laverde, cycliste colombien.
- 8 juillet : Christel Ferrier-Bruneau, cycliste française.
- 29 août : Stijn Devolder, cycliste belge.
- 9 septembre : Freddy Bichot, cycliste français.
- 15 septembre : Lorenzo Bernucci, cycliste italien.
- 25 septembre : Michele Scarponi, cycliste italien.
- 1er novembre : Alexander González, cycliste colombien.
- 6 novembre : Alessandro Ballan, cycliste italien.
- 15 novembre : Brett Lancaster, cycliste australien.
- 17 novembre :
  - Fabrice Salanson cycliste français. († 3 juin 2003)
  - Mikel Astarloza, cycliste espagnol.
- 7 décembre : Jimmy Engoulvent, cycliste français.
- 30 décembre : David Le Lay, cycliste français.

## Principaux décès
- 13 mars : Gérard Loncke, cycliste belge. (° 15 janvier 1905).
- 4 août : Roger Lambrecht, cycliste belge. (° 1er janvier 1916).
- 24 septembre : Vasco Bergamaschi, cycliste italien. (° 29 septembre 1909).
- 3 octobre : André Godinat, cycliste français. (° 3 septembre 1903).
- 30 novembre : Emile Severeyns, cycliste belge. (° 28 août 1931).
- 2 décembre : Jan Pijnenburg, cycliste néerlandais. (° 15 février 1906).